# Léopold Escande
Pour les articles homonymes, voir Escande.
Léopold Escande, né le 1er juin 1902 à Toulouse et mort le 13 septembre 1980 dans cette même ville, est un physicien français, membre de l'Académie des sciences.

## Biographie
Léopold Charles Marie Jean-Baptiste Escande naît le 1er juin 1902 au domicile familial, no 25 rue d'Alsace-Lorraine à Toulouse. Il est élève du lycée de garçons de la ville (actuel lycée Pierre-de-Fermat), puis entre à l'Institut d'électrotechnique et de mécanique appliquée créé en 1907 par Charles Camichel, et dont il sort diplômé en 1922. Il devient alors le collaborateur de Camichel pour ses recherches en hydraulique. Il soutient sa thèse en 1929, devant un jury présidé par le prix Nobel Paul Sabatier. Il devient maître de conférences de mécanique des fluides en 1930, professeur en 1937. En 1941, il succède à Camichel à la direction de Institut d'électrotechnique et de mécanique appliquée qui devient en 1947 l'École nationale supérieure d'électrotechnique et d'hydraulique. Il est élu en 1953 membre correspondant de la section de Mécanique de l'Académie des sciences, puis membre non résident en 1954 (il est alors le plus jeune membre de l'Académie). En 1955, Henri Longchambon le nomme secrétaire général du Conseil supérieur de la recherche qui vient d'être créé. Cette instance devient en 1958 Délégation générale à la recherche scientifique et technique, dont il est nommé Conseiller scientifique.
Il a participé à l'étude de plus de deux cents installations hydrauliques, notamment celles des barrages de Castillon, Génissiat, Assouan, Paulo Afonso (en) et du Lac Vlasina. 
Léopold Escande a publié 17 ouvrages et 502 articles (dont 284 notes à l'Académie des sciences).
Il meurt le 13 septembre 1980 à Toulouse et est inhumé au cimetière de Portet-sur-Garonne.

## Postérité
Son nom a été donné à un boulevard de Toulouse et au prix de l'Institut national polytechnique de Toulouse qui récompense des travaux de thèses.

## Publications
- Barrages, I, Calcul des barrages poids à profil triangulaire, II, Pratique du calcul des barrages poids à profil triangulaire, 1937
- Recherches sur l'écoulement de l'eau entre les piles de ponts, 1939
- Étude des veines de courant, 1940
- Hydraulique générale, 3 vol., 1941-1943
- Recherches théoriques et expérimentales sur les oscillations de l'eau dans les chambres d'équilibre, 1943
- Dispositif simple de récupération partielle de l'énergie cinétique à l'extrémité aval d'une conduite, 1944
- Étude des coups de bélier dans le cas d'une usine dont le canal de fuite est en charge, 1945
- Étude théorique et expérimentale de la perte de charge de l'eau à la traversée d'une grille, 1946
- Compléments d'hydraulique, 2 vol., 1947, 1951
- Méthodes nouvelles par le calcul des chambres d'équilibre, 1949
- Nouveaux compléments d'hydraulique, 1953